# Expositurkirche Langen am Arlberg

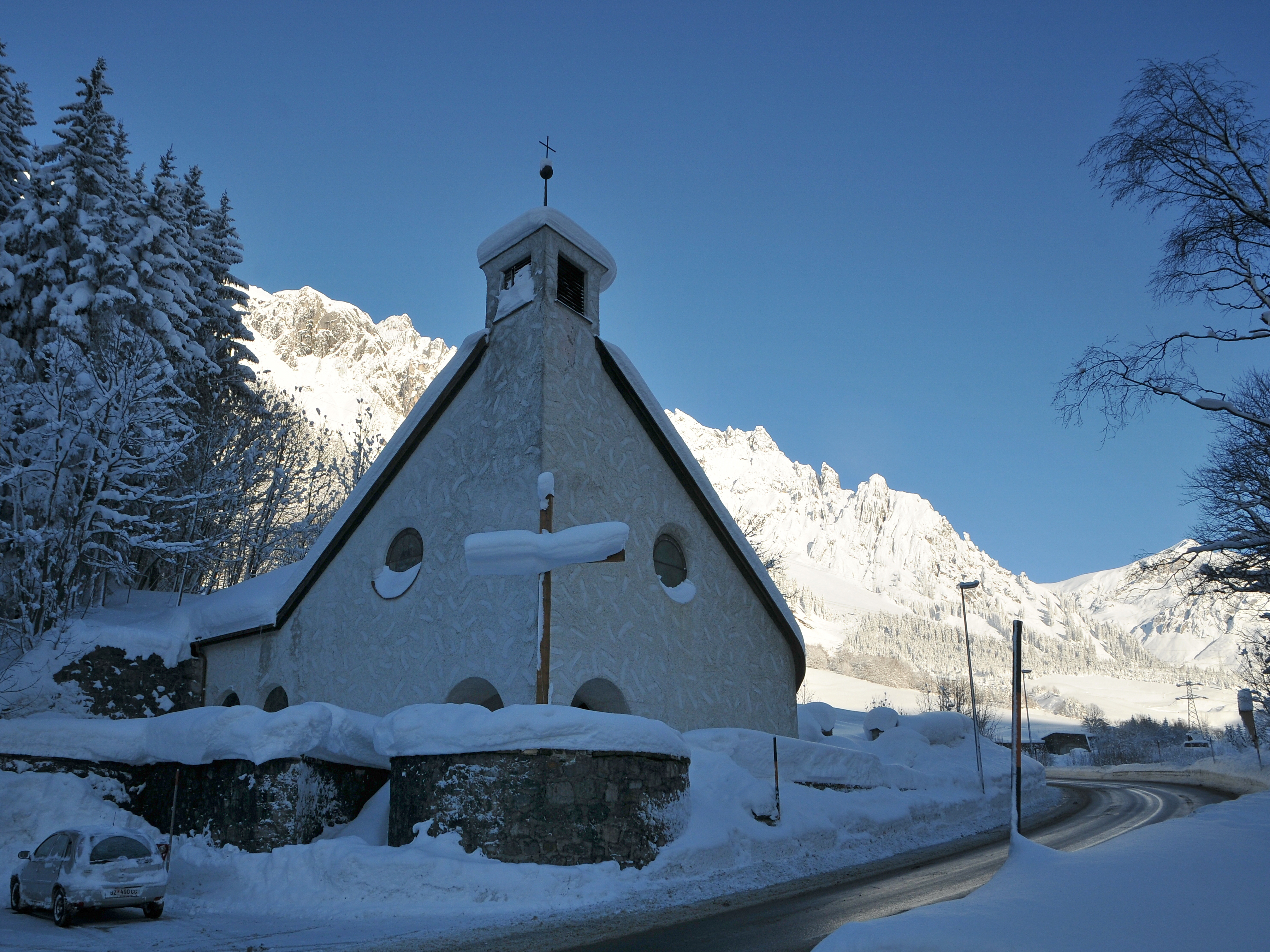
Expositurkirche in Langen am Arlberg

Die Expositurkirche Langen am Arlberg steht im Ortsteil Langen am Arlberg in der Gemeinde Klösterle im Bundesland Vorarlberg. Sie ist der heiligen Therese von Lisieux geweiht. Die Kirche gehört zum Dekanat Bludenz-Sonnenberg in der Diözese Feldkirch. Der Kirchenbau und die Ummauerung stehen unter Denkmalschutz.

## Geschichte
Die Kirche wurde 1929 nach Plänen von Hans Feßler neu gebaut und 1930 geweiht.

## Baubeschreibung
Äußeres
Die Kirche bildet eine Rechteckanlage mit Kirchturm im Südwesten des Gebäudes über dem Eingang. Das geschwungene Satteldach geht bis in Hangnähe. Im Osten ist der Sakralbau von einem Friedhof umgeben.
Inneres
Der Kirchenraum ist tonnengewölbt und schließt nach vorne hin mit einer geraden Altarwand. Die Fenster sind halbkreisförmig. Die Glasmalereien wurden nach
einem Entwurf von Rudolf Strolz geschaffen. Auf der linken Seite sind die heilige Franziska und der heilige Josef mit Kind dargestellt. Die Glasmalereien auf der rechten Seite stellen die heilige Maria mit Kind und die heilige Barbara dar. In der Rosette über der Empore ist die heilige Elisabeth dargestellt.

## Ausstattung
An der Altarwand ist ein Kruzifix von Walter Kuen aus dem Jahr 1933. Die Figuren der heiligen Maria und des heiligen Johannes stammen aus der Hand von W. Reich aus dem Jahr 1889. Der Tabernakel wurde 1933 von Karl Bodingbauer geschaffen. Auf der Empore steht eine Figur der heiligen Theresa mit Maria und dem Jesuskind von Alfons Noflaner.

## Orgel
Die Orgel wurde 1892 von Anton Behmann gebaut.